# 66
| [ Edytuj tabelę ] |                       |
| Cesarz Chin       | - 57 Han Mingdi 75    |
| Władca Korei      | - 53 T’aejodae 146    |
| Król Nabatei      | - 40 Malichus II 70   |
| Papież            | - 33 Piotr Apostoł 67 |
| Król Partów       | - 51 Wologazes I 78   |
| Cesarz Rzymu      | - 54 Neron 68         |

Rok 66 / LXVI
stulecia: I wiek p.n.e. ~
I wiek ~
II wiek

lata: 56 «
61 «
62 «
63 «
64 «
65 «
66
» 67
» 68
» 69
» 70
» 71
» 76

## Wydarzenia
- 26 stycznia – Kometa Halleya minęła peryhelium.
- 22 września – Neron utworzył Legion I Italica.
- Uroczyste wręczenie insygniów królewskich Tiridatesowi z Armenii przez Nerona w Rzymie.
- W Judei wybuchło żydowskie powstanie przeciwko Rzymowi. Bitwy pod Gabao, pod Jerozolimą i w wąwozie Bet-Choron.
- Zburzenie Gazy i wymordowanie jej mieszkańców w czasie wojny żydowskiej.
- Tyberiusz Juliusz Aleksander mianowany prefektem Egiptu.

## Zmarli
- 25 września – Ananiasz syn Nebedeusza, arcykapłan.
- Klaudia Antonia, córka Klaudiusza (ur. 30).
- Menachem, żydowski powstaniec.
- Petroniusz, arbiter elegantiarum na dworze Nerona i autor powieści satyrycznej Satyricon (ur. 27).

## Zdarzenia astronomiczne
- Widoczna kometa Halleya.